# Ambatosoa (région)
Ne doit pas être confondu avec Ambatosoa (Ambohimahasoa).
Ambatosoa est une des vingt-quatre régions de Madagascar, située dans la partie nord de la province de Toamasina. Son chef-lieu est Maroantsetra et sa population était de 551 066 habitants en 2023.

## Géographie

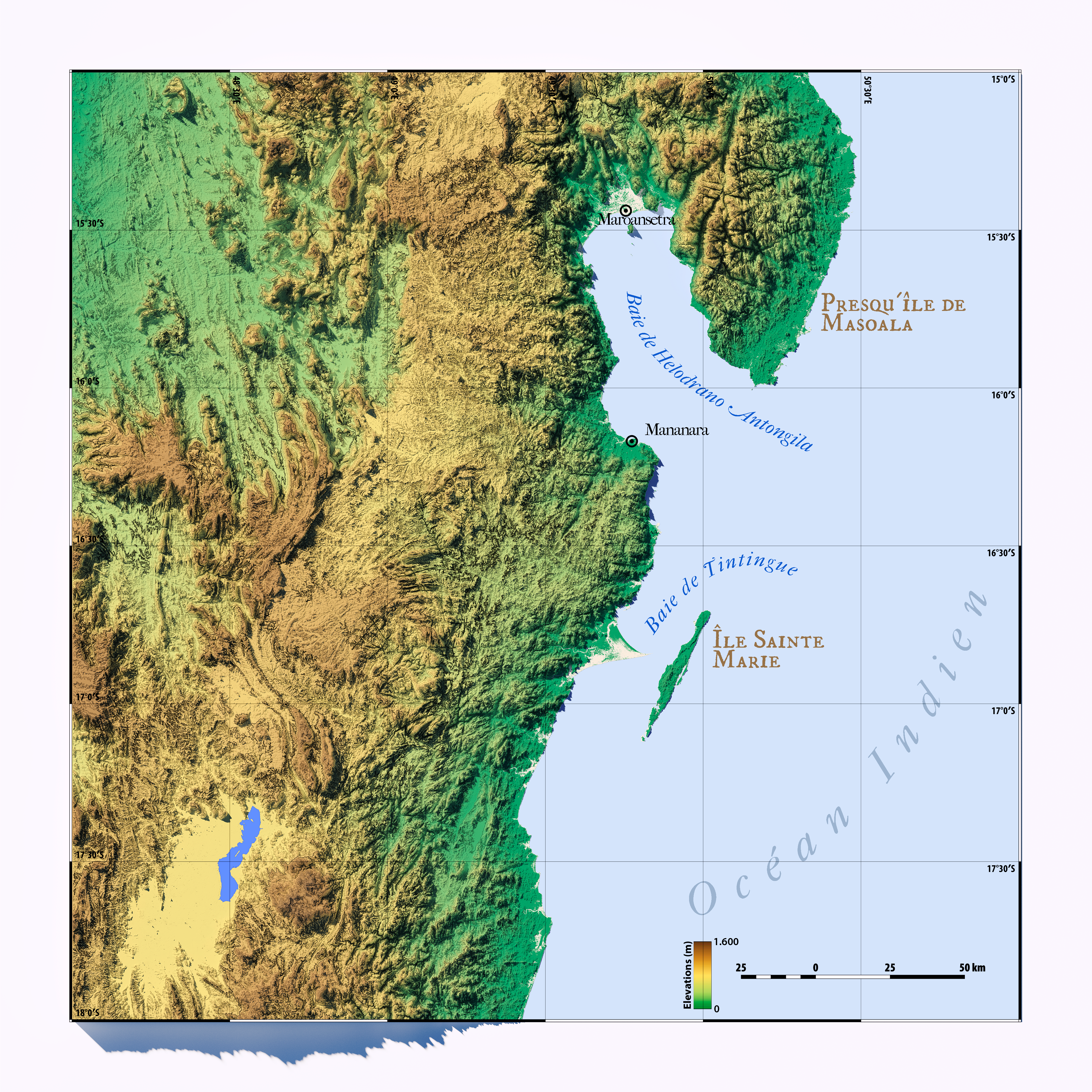
Carte topographique des régions d'Ambatosoa et d'Analanjirofo.

Située sur la côte nord-est de Madagascar, la région Ambatosoa s'étend sur 11 196 km2. Elle est délimitée géographiquement par les régions suivantes : la Sava au nord, l'Analanjirofo au sud, et la Sofia à l’ouest. À l'est, elle est délimitée par l’océan Indien, prolongé par la baie d'Antongil.
|       | Sava         |              |
| Sofia | Ambatosoa    | Océan Indien |
|       | Analanjirofo |              |

La région est principalement desservie par la RN 5, fortement détériorée, qui part de Toamasina et se termine à Maroantsetra, au bout des 394 kilomètres.

## Histoire
En 2023, la région d'Ambatosoa est créée en détachant les deux districts les plus septentrionaux de la région d'Analanjirofo (Mananara Avaratra et Maroantsetra) .

## Administration
La région d'Ambatosoa est composée de 36 communes:
- District de Mananara Avaratra - 16 communes
  - Mananara Nord, Analanampotsy, Ambatoharanana, Ambodiampana, Ambodivoanio, Andasibe, Antanambaobe, Antanambe, Antanananivo, Imorona, Mahanoro, Manambolosy, Sandrakatsy, Saromaona, Tanibe et Vanono.

- District de Maroantsetra - 20 communes
  - Maroantsetra, Ambanizana, Ambinanitelo, Ambodimanga Rantabe, Anandrivola, Andranofotsy, Androndrono, Anjanazana, Ankofa, Ankofabe, Antakotako, Antsahana, Antsirabe Sahatany, Mahalevona, Manambolo, Mariarano, Morafeno, Rantabe, Sahasindro et Voloina.